# Saint-Romain-sur-Gironde
Saint-Romain-sur-Gironde ist eine ehemalige französische Gemeinde mit zuletzt mit 61 Einwohnern (Stand 2013) im Département Charente-Maritime in der Region Nouvelle-Aquitaine (vor 2016 Poitou-Charentes). Sie gehörte zum Arrondissement Saintes und zum Kanton Saintonge Estuaire. Die Einwohner werden Saint-Rominais genannt.
Mit Wirkung vom 1. Januar 2018 wurde Saint-Romain-sur-Gironde mit Floirac zur gleichnamigen Commune nouvelle Floirac zusammengeschlossen. Die früheren Gemeinden wurde in der neuen Gemeinde der Status einer Commune déléguée jedoch nicht zuerkannt.

## Lage
Saint-Romain-sur-Gironde liegt am Nordostufer der Gironde in der historischen Kulturlandschaft der Saintonge. Umgeben wird Saint-Romain-sur-Gironde von den Nachbarorten Floirac im Norden  sowie Saint-Fort-sur-Gironde im Süden und Osten.

## Bevölkerungsentwicklung
| Jahr                       | 1962 | 1968 | 1975 | 1982 | 1990 | 1999 | 2006 | 2013 |
| Einwohner                  | 65   | 61   | 52   | 38   | 53   | 51   | 50   | 61   |
| Quellen: Cassini und INSEE |      |      |      |      |      |      |      |      |

## Sehenswürdigkeiten
- Kirche Saint-Romain aus dem 12. Jahrhundert, im 14. Jahrhundert umgebaut

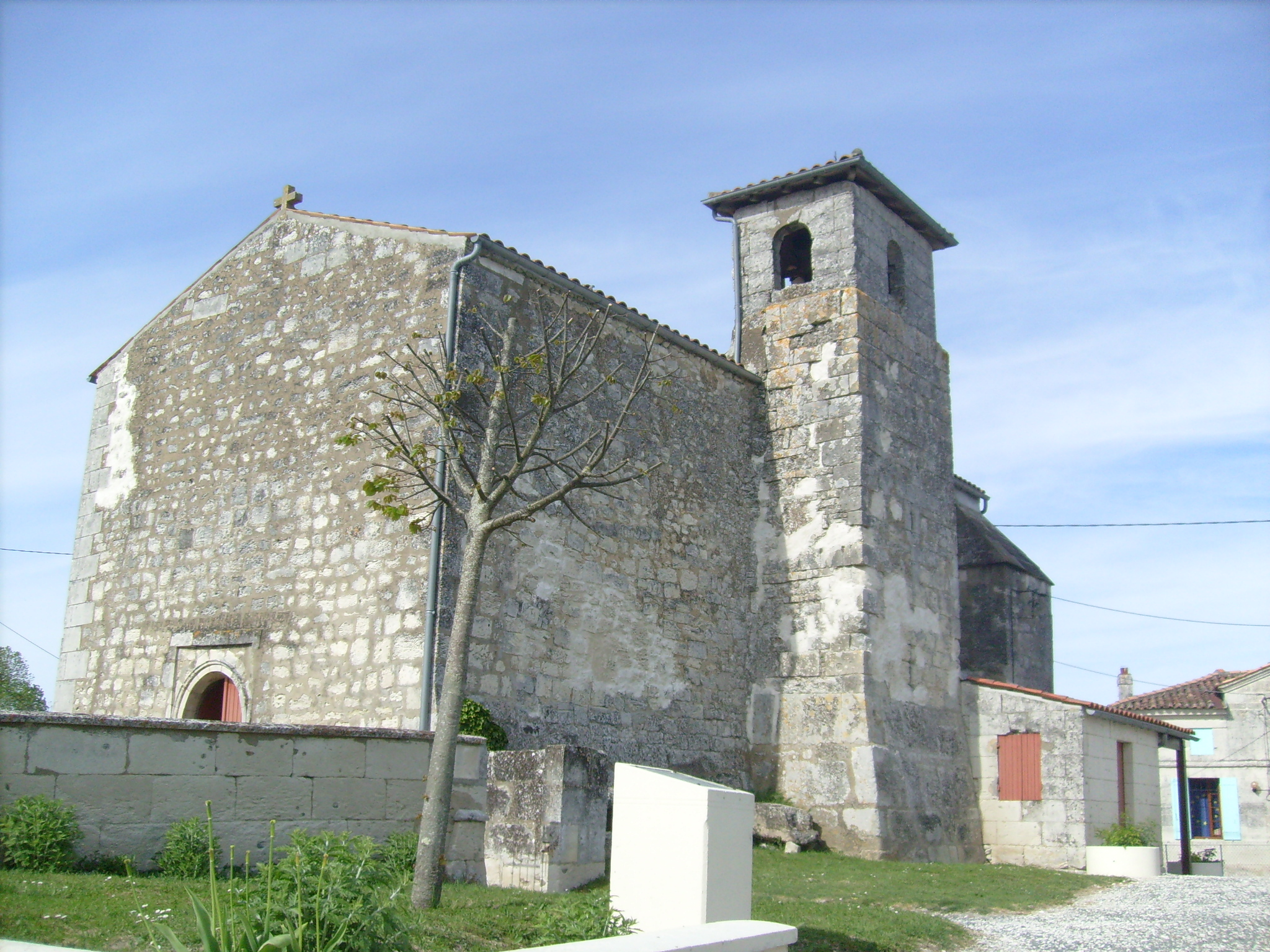
Kirche Saint-Romain